# Cromossoma 2

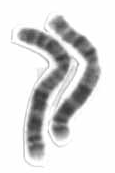
Par de cromossoma 2

Cromossomo 2 e seus respectivos loci

O cromossoma 2 é um dos 23 pares de cromossomas do cariótipo humano. É o segundo maior cromossoma humano. Tem cerca de 237 milhões de pares de bases e representa quase 8% do total de DNA nas células. Contém entre 1300 e 2000 genes.

## Evolução
O Cromossomo 2 é amplamente aceito como resultado de uma fusão telômero-telômero entre dois cromossomos ancestrais. As evidências disso incluem:

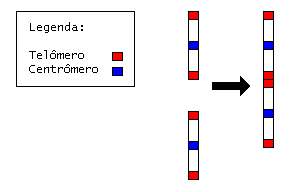
Fusão de cromossomos ancestrais deixaram vestígios de de telômeros e um centrômero vestigial

- A correspondência do cromossomo 2 com dois cromossomos de símios. O parente mais próximo do homem, o chimpanzé, tem seqüências de DNA quase totalmente idênticas ao cromossomo 2 humano porém em dois cromossomos separados. O mesmo é fato para mais distantes como o gorila e o orangotango.
- A presença de um centrômero vestigial. Normalmente um cromossomo possui apenas um centrômero mas no cromossomo 2 encontram-se vestígios de um segundo.
- A presença de telômeros vestigiais. Esses são normalmente encontrados apenas nos finais do cromossomo mas no cromossomo 2 encontramos seqüências de telômeros no meio.

O cromossomo 2 é, assim, forte evidência da origem comum de humanos e outros primatas. Segundo o pesquisador J. W. IJdo:
"Nós concluimos que o locus clonado nos cosmídios c8.1 e c29B é a lembrança de uma antiga fusão telômero-telômero e marca o ponto em que dois cromossomos simiescos ancestrais fundiram-se originando o cromossomo 2 humano."

## Genes
Alguns dos genes localizados no cromossoma 2:
| Locus    | Genes  | Descrição                                             |
| -------- | ------ | ----------------------------------------------------- |
| 2q37.3   | AGXT   | alanina-glioxilato aminotransferase                   |
| 2p13     | ALMS1  | síndrome de alstrom 1                                 |
| 2q33.1   | ALS2   | esclerose lateral amiotrófica 2                       |
| 2q31     | COL3A1 | colágeno, tipo 3, alfa 1                              |
| 2q36-q37 | COL4A3 | colágeno, tipo 4, alfa 3                              |
| 2q35-37  | COL4A4 | colágeno, tipo 4, alfa 4                              |
| 2q14-q32 | COL5A2 | colágeno, tipo 5, alfa 2                              |
| 2p23     | HADHA  | hidroxiacil-coenzima a desidrogensase subunidade alfa |
| 2p23     | HADHB  | hidroxiacil-coenzima a desidrogenase subunidade beta  |
| 2q22-q23 | NR4A2  | receptor nuclear, subfamília 4, grupo A, membro 2     |
| 2p23.1   | OTOF   | otoferlina                                            |
| 2p25     | TPO    | peroxidase da tireóide                                |

## Doenças
Algumas das doenças relacionadas com genes localizados no cromossoma 2:
- Ictiose arlequim
- Síndrome de Gilbert
- Hemocromatose
- Hemocromatose, tipo 4
- Esclerose lateral primária juvenil
- Síndrome de Waardenburg
- Síndrome de Alport
- Síndrome de Alstrom
- Esclerose lateral amiotrófica
- Esclerose lateral amiotrófica, tipo 2
- hipotiroidismo congénito
- Síndrome de Ehlers-Danlos
- Síndrome de Ehlers-Danlos, tipo clássico
- Síndrome de Ehlers-Danlos, tipo vascular
- Cancro colorectal não poliposo hereditário
- Surdez não-sindrómica
- Surdez não-sindrómica, autossómica recessiva
- Hiperoxalúria primária
- Hipertensão pulmonar primária